# Andreas Gafner

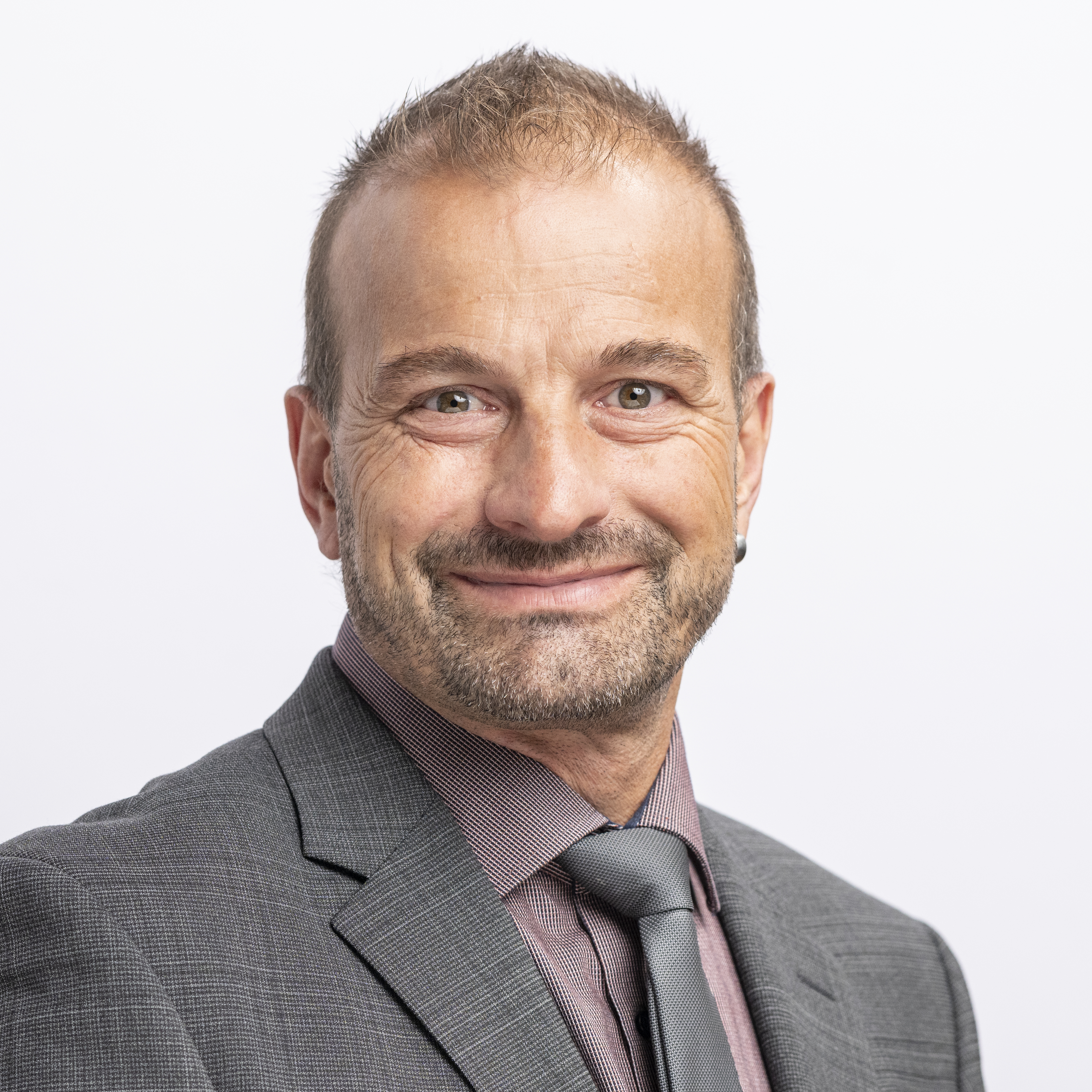
Andreas Gafner (2023)

Andreas Gafner (* 31. März 1971 in Erlenbach im Simmental; heimatberechtigt in Beatenberg) ist ein Schweizer Politiker (EDU). Er ist seit dem 2. Dezember 2019 Mitglied des Nationalrats und hat sich dort der Fraktion der Schweizerischen Volkspartei (SVP) angeschlossen.

## Leben
Im Hauptberuf ist Gafner Landwirt mit einem Hof in Oberwil im Simmental. Er betreibt Milchwirtschaft und Kälbermast. Als Schwerpunkte seiner Tätigkeit als Nationalrat sieht er die Bereiche Landwirtschaft, Finanz- und Familienpolitik.
Neben seiner landwirtschaftlichen Tätigkeit war er zwischen 2005 und 2016 Gemeindepräsident von Oberwil. Er ist verheiratet und hat drei erwachsene Töchter.

## Kritik an Listenbündnissen
Auf Kritik stiess die Strategie Gafners und der EDU, durch Listenverbindungen mit Klein- und Kleinstparteien die notwendige Stimmenzahl für eine erfolgreiche Wahl zu erlangen. Nur in der Zusammenlegung von Stimmen für die Parteien bzw. Kandidaten von «Die Muskeltiere», «Landliste», «Partei der unbegrenzten Möglichkeiten», «5G ade!» und «JutziPhilipp.com» konnte das Mandat errungen werden. Kritisiert wurde daran vor allem, dass die inhaltliche Überschneidung in politischen Fragen mit diesen Wahlbündnispartnern kaum gegeben sei.